# From Here to Infirmary
From Here to Infirmary é o terceiro álbum de estúdio da banda de punk rock de Chicago Alkaline Trio, lançado em 3 de Abril de 2001 pela Vagrant Records. Foi o primeiro álbum da banda pela Vagrant e o único com o baterista Mike Felumlee, que substituiu o baterista anterior da banda Glenn Porter. Foi também o primeiro álbum da banda a ir para as paradas americanas, ficando em nº 199 na Billboard 200 e em nº 9 nas paradas independentes. Os dois singles do álbum, "Stupid Kid" e "Private Eye", ambos foram para as paradas da UK Singles Chart, ficando em nº 53 e nº 51 respectivamente. Quando Felumlee deixou a banda pouco depois do lançamento do álbum, o baterista Adam Willard entrou na banda, chegando a aparecer no vídeo clipe de Private Eye, antes da banda achar o baterista definitivo Derek Grant.
Refletindo sobre o álbum numa entrevista de 2008, o vocalista de baixista Dan Andriano considerou o CD uma mudança ao som da banda:

Eu tenho que dizer que From Here to Infirmary definitivamente começou a transformar nossa som em um rock mais "pra cima". Eu acho os dois álbuns anteriores, (Goddamnit de 1998 e Maybe I'll Catch Fire, de 2000) são realmente bons, mas um pouco sinuosos. Eu acho que From Here to Infirmary foi quando Matt [Skiba] e eu decidimos que queríamos "apertar os parafusos" um pouco mais, simplificando um pouco mais as coisas e se concentrando um pouco mais em "perfurar sua cabeça" com o nosso rock; Metaforicamente falando é claro.

## Recepção
As críticas ao álbum foram mistas. Ari Wiznitzer do Allmusic chamou o CD de uma queda para a banda e "definitivamente um ponto a menos no catálogo do Alkaline Trio," criticando que é "mais 'claro', mais mainstream" que "realmente não complementa a desbocada poesia de Matt Skiba e Dan Andriano, bem como seu som anteriormente abrasivo. Soma-se ao desapontamento que esse é o primeiro álbum do Alkaline Trio a ter canções "perdidas", que parecem ter sido jogadas fora (e provavelmente foram, com a banda sendo tão prolífica)." Matt Hendrickson da Rolling Stone louvou mais as qualidades do álbum, remarcando que a banda "nos entrega um pop punk cativante, com um senso de humor negro muito afiado" e que "O que os salva do resto são as letras histéricas de Skiba."
John Dark do Pitchfork Media remarcou "Há algumas coisas que a música do Alkaline Trio não é. Não é desafiador, ambicioso ou visionário. Não é muito inteligente, nem muito hábil. Mas o que é, é muito deliciosa. É como aquela comida gordurosa e deliciosa: Rápida, gordurosa e pouco trabalhada." Ele criticou algumas músicas como "muito derivadas de seu rock mediano", mas elogiou o lirismo da banda e a capacidade de tornar isso em uma frase, embora notando que de vez em quando "há metáforas muito mal-disfarçadas, como na música 'Mr. Chainsaw'." Em uma última análise, porém, ele concluiu que "para todas as falhas, From Here to Infirmary permanece sendo o que realmente é: consumível e satisfatório."
Saulo Loureiro do Zona Punk falou que "Misturando punk rock pop e hardcore emo, com letras melancólicas, ora sinistras, mas muito inteligentes, a banda evoca comparações com o saudoso Jawbreaker". Também deixou claro que "'From Here To Infirmary' contém 12 faixas e demonstra a capacidade de amadurecimento da banda. Amadurecimento, porém, sem perder a mesma capacidade de criação responsável por algumas das canções mais surpreendentes, assombrosas, e geniais do punk rock moderno. Alkaline Trio é uma daquelas bandas que quando você ouve pela primeira vez, não sabe se fica feliz por ter finalmente conhecido, ou lamenta-se por não te-la escutado".

## Faixas
Todas as músicas e letras foram escritas por Matt Skiba, Dan Andriano e Mike Felumlee.
| N.º            | Título                   | Duração |  |
| 1.             | "Private Eye"            | 3:30    |  |
| 2.             | "Mr. Chainsaw"           | 3:05    |  |
| 3.             | "Take Lots with Alcohol" | 3:13    |  |
| 4.             | "Stupid Kid"             | 2:23    |  |
| 5.             | "Another Innocent Girl"  | 3:37    |  |
| 6.             | "Steamer Trunk"          | 2:49    |  |
| 7.             | "You're Dead"            | 3:50    |  |
| 8.             | "Armageddon"             | 2:49    |  |
| 9.             | "I'm Dying Tomorrow"     | 2:20    |  |
| 10.            | "Bloodied Up"            | 2:51    |  |
| 11.            | "Trucks and Trains"      | 3:16    |  |
| 12.            | "Crawl"                  | 4:25    |  |
| Duração total: | Duração total:           | 38:13   |  |

## Créditos
- Matt Skiba – guitarra, vocais nas faixas 1, 2, 4, 6, 7, 8, 10 e 11, vocais de apoio no resto.
- Dan Andriano – baixo, vocais nas faixas 3, 5, 9 e 12, vocais de apoio no resto.
- Mike Felumlee – bateria